# Sarah Lindsay (Shorttrackerin)
Sarah Diane T. Lindsay (* 8. Juni 1980 in Royal Borough of Kingston upon Thames, Greater London) ist eine ehemalige britische Shorttrackerin. Sie nahm an drei Olympischen Spielen teil, bei Europameisterschaften gewann sie zwei Medaillen.
Lindsay gehört seit 1996 zum britischen Nationalteam. Sie startete für den Verein Aldwych Speed Club und wurde von Nicky Gooch trainiert. Ihre erste internationale Meisterschaft bestritt Lindsay bei der Europameisterschaft 1999 in Oberstdorf. Im Mehrkampf erreichte sie Rang 16. Vordere Ränge erreichte sie erstmals bei der Europameisterschaft 2002 in Grenoble. Im Mehrkampf wurde Lindsay Achte, über 500 m erzielte sie mit Rang fünf ihr bestes Ergebnis. Lindsay qualifizierte sich für die Olympischen Spiele in Salt Lake City. Über 500 m wurde sie dort Zehnte, über 1000 m 13. und über 1500 m 24.
Vordere Platzierungen blieben in der Folgezeit zunächst aus. In der Saison 2005/06 machte Lindsay dann wieder auf sich aufmerksam. Im Weltcup erreichte sie über 500 m erstmals ein Finale. In Turin startete sie zum zweiten Mal bei den Olympischen Spielen. Über 500 m qualifizierte sie sich für das Halbfinale und wurde Achte. Über 1000 m und 1500 m hingegen schied sie frühzeitig aus. In der Saison 2006/07 gewann Lindsay bei der Europameisterschaft in Sheffield ihre erste Medaille bei einer internationalen Meisterschaft. Über 500 m errang sie Silber, im Mehrkampf wurde sie Fünfte. Im Weltcup erreichte sie in Heerenveen über 500 m das Finale und wurde Zweite, es war Lindsays einziger Podestplatz im Weltcup. Während der Saison verletzte sich Lindsay schwer und fiel fast ein Jahr lang aus. Trotzdem konnte sie bei der Europameisterschaft 2008 in Ventspils mit der Staffel den Europameistertitel gewinnen. In der Saison 2008/09 erreichte Lindsay ihr bestes Ergebnis bei einer Weltmeisterschaft. In Wien wurde sie über 500 m Sechste.
In ihrer letzten Saison 2009/10 errang Lindsay bei der Weltmeisterschaft in Sofia Rang sieben über 1000 m und mit ihren Teamkolleginnen bei der Teamweltmeisterschaft in Bormio Rang sechs. Sie nahm in Vancouver an ihren dritten Olympischen Spielen teil. Sie startete über 500 m, wurde jedoch umstritten disqualifiziert. Zweimal stürzte sie zu Rennbeginn zusammen mit Jessica Gregg, nachdem das Rennen einmal neu gestartet worden war. Nach dem zweiten Sturz wurde Lindsay jedoch als Verursacherin aus dem Rennen genommen. Britische Medien berichteten kritisch über die Entscheidung der Jury.
Nach der Saison beendete Lindsay ihre aktive Karriere.